# Monodora junodii
Espèce

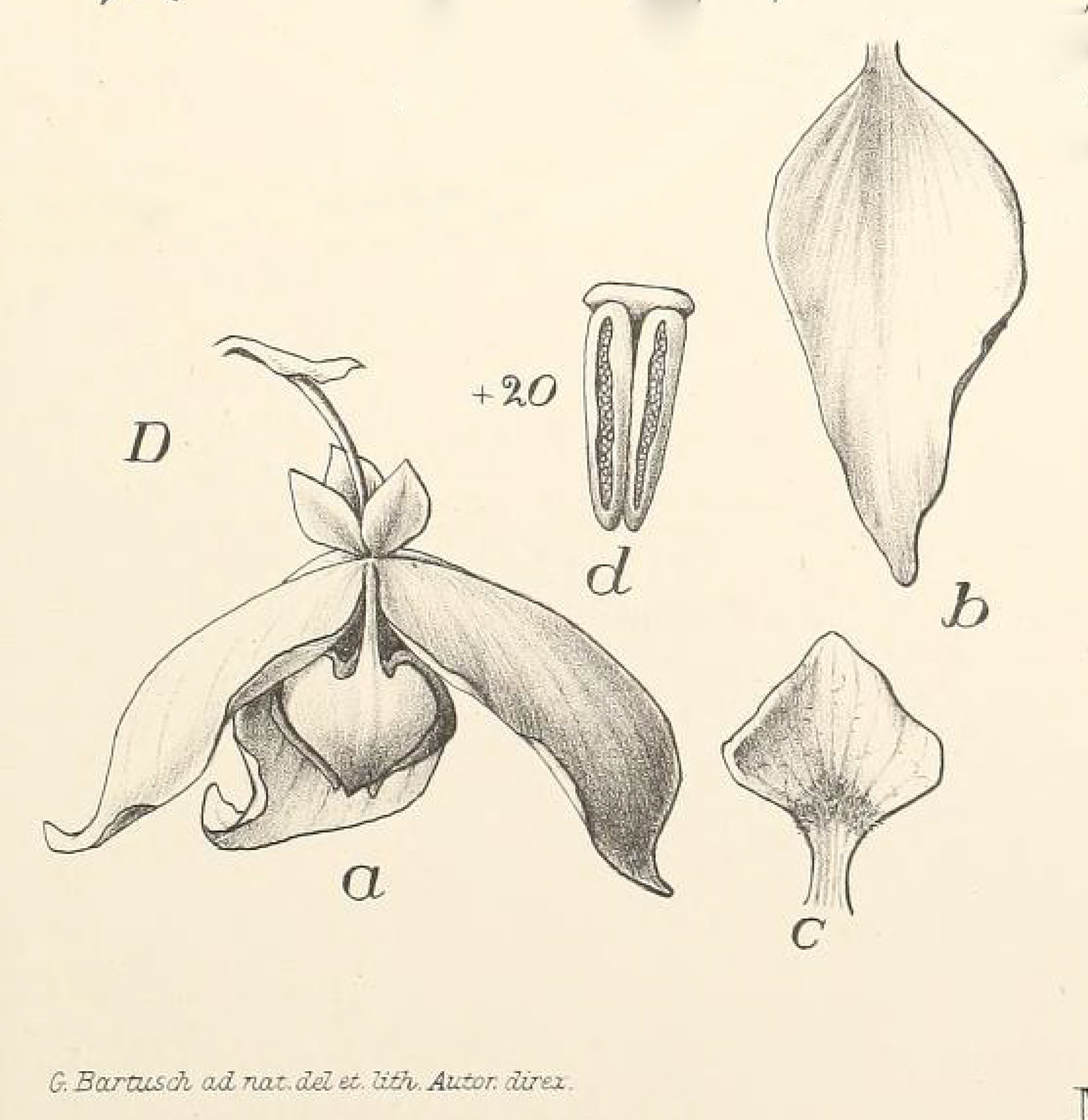

Monodora junodii est une espèce de plantes à fleurs de la famille des Annonaceae. C'est un petit arbre atteignant 7 mètres de hauteur originaire d'Afrique (Afrique du Sud, Eswatini, Kenya, Malawi, Mozambique, Tanzanie et Zimbabwe).

## Liste des variétés
Selon NCBI (10 avril 2019) :
- variété Monodora junodii var. junodii
- variété Monodora junodii var. macrantha Paiva

## Publication originale
- Notizblatt des Botanischen Gartens und Museums zu Berlin-Dahlem 2: 301. 1899.